# Тајгер ервејз Острејлија
Тајгер ервејз Острејлија (енгл. Tiger Airways Australia) је аустралијска нискотарифна авио-компанија за домаће линије. У саставу је нискотарифне авио-компаније Тајгер ервејз са седиштем на аеродрому Сингапуру. Тајгер ервејз Острејлија има седиште на терминалу 4 Аеродрома Таламарин у Мелбурну.

## Историја
28. јуна 2007. године је објављено да ће први лет компаније бити на дестинацији Мелбурн Таламарин-Дарвин, 1. децембра 2007. Ипак, први лет авио-компаније обављен је 23. новембра 2007. за Златну обалу (TT 7402) и Рокхамптон у 07:30. Касније, око подне истог дана, полетео је први лет за Макеј.

## Конкуренција
Још пре добијања дозволе, компанија је објавила будуће дестинације са ценама авио-карата. Објављене су цене за прве летове, 23. новембра 2007. године за Златну обалу, Макеј и Рокхамптон. Цене авио-карата из Мелбурна за Златну обалу су биле од 49,95 . На ове цене је је реаговала авио-компанија Џетстар ервејз, која је такође нискотарифна авио-компанија (у саставу Квантас групе). 8. јула 2007. године, Џетстар ервејз је спустила цене авио-карата на релацији Мелбурн - Златна обала на 39 AUD. Такође је огласила и продају 10.000 авио-карата за одабране дестинације за 1 AUD. Последица стварања конкуренције је био пад цена летова на релацији Мелбурн - Лонсестон, где је Тајгер ервејз понудила авио-карте за 39,95 AUD, а Џетстар од 29 AUD. Једина аустралијска нискотарифна авио-компанија која није реаговала на ове промене цена је Верџин блу.

## Флота
Од марта 2009, флота Тајгер ервејз Острејлија се састоји од следећих авиона:
| Тип            | Укупно         | Седишта    | Дестинације |
| -------------- | -------------- | ---------- | ----------- |
| Ербас А320-232 | 6 (+1 поручен) | 180 (180Y) | Домаће      |